# Banaue (Ifugao)
Banaue è una municipalità di quarta classe delle Filippine, situata nella Provincia di Ifugao, nella Regione Amministrativa Cordillera.
Banaue è formata da 18 baranggay:
- Amganad
- Anaba
- Balawis
- Banao
- Bangaan
- Batad
- Bocos
- Cambulo
- Ducligan
- Gohang
- Kinakin
- Ohaj
- Poblacion
- Poitan
- Pula
- San Fernando
- Tam-an
- View Point